# Дондикар
Дондика́р (рос. Дондыкар) — присілок в Глазовському районі Удмуртії, Росія.

## Населення
Населення — 256 осіб (2010; 306 в 2002).
Національний склад станом на 2002 рік:
- удмурти — 88 %

## Відомі люди
У присілку народився Разенов Микола Петрович — голова Верховної ради Удмуртської АРСР.

## Урбаноніми[3]
- вулиці — Зарічна, Миру, Нова, Першотравнева, Польова, Шкільна
- провулки — Шкільний